# Loch Lomond Seaplanes
Loch Lomond Seaplanes (LLS) war eine schottische Fluggesellschaft mit Sitz in Helensburgh in Argyll and Bute und Basis am Cameron House Hotel am Loch Lomond in West Dunbartonshire.

## Geschichte
Loch Lomond Seaplanes wurde 2003 von David West gegründet. LLS wurde im April 2004 mit einem neuen Cessna T206H Wasserflugzeug mit dem Luftfahrzeugkennzeichen G-OLLS in Betrieb genommen. Zu Beginn des kommerziellen Betriebs im Jahr 2004 erhielt LLS nach einem langen öffentlichen Kampf das Recht, vom uralten Loch Lomond und dem Trossachs National Park aus zu operieren. In der Anfangsphase der Operation stellte sich heraus, dass es in Großbritannien und Europa keinen luftfahrtrechtlichen Rahmen gab, der den Betrieb großer Wasserflugzeuge im Linienverkehr ermöglichen würde. Die britische Civil Aviation Authority (CAA; deutsch Zivilluftfahrtbehörde) wurde im Jahr 2004 angesprochen, und nach umfangreichen Arbeiten, die zum großen Teil von LLS geleistet wurden, wurden die Kriterien für genehmigte Wasserflugplätze im Jahr 2006 veröffentlicht. LLS hat im Juni 2007 das erste britische Cessna 208 Caravan Wasserflugzeug mit dem Luftfahrzeugkennzeichen G-MDJE in Empfang genommen. Im August 2007 eröffnete Stewart Stevenson, Minister für Verkehr, Infrastruktur und Klimawandel, unter Anwendung der neuen CAA, LLS-inspirierten Flugplatzvorschriften und unter Einbeziehung der See- und Stadtbehörden den neuen 125.000 Pfund teuren Glasgow Seaplane Terminal am Fluss Clyde. Im April 2008 startete LLS erneut seine zweite Linienverbindung von Glasgow nach Tobermory Bay auf der Isle of Mull. Im Jahre 2016 wurde ein Cessna 208 Caravan-Wasserflugzeug mit dem Luftfahrzeugkennzeichen G-LAUD in Empfang genommen.
Im März 2025 wurden Pläne bekannt, wonach die Gesellschaft ihre einzige Cessna durch zwei neue elektrische Noemi-Wasserflugzeuge des norwegischen Herstellers Elfly austauschen wollte, sobald diese verfügbar wären.
Nur einen Monat nach Bekanntgabe dieser Pläne, im April 2025, meldete die Airline Insolvenz an und stellte ihren Flugbetrieb umgehend ein.

## Dienstleistungen
Loch Lomond Seaplanes führte Wasserrundflüge vom Wasserlandeplatz Cameron House Hotel am Loch Lomond () aus. Außerdem führte LLS in der Sommersaison vom Glasgow Seaplane Terminal () Flüge aus. 
Loch Lomond Seaplanes flog in der Sommersaison über 200 Flüge pro Monat und beförderte jedes Jahr über 8000 Passagiere – rund 110.000 Passagiere seit 2004.

## Flotte
Zuletzt bestand die Flotte der Loch Lomond Seaplanes aus einem Flugzeug:
| Flugzeugtyp | Anzahl | Luftfahrzeugkennzeichen | Anmerkungen    | Sitzplätze |
| ----------- | ------ | ----------------------- | -------------- | ---------- |
| Cessna 208  | 1      | G-LAUD                  | Wasserflugzeug | 9          |